# Талак (пустыня)
Талак (араб. تالاك‎, фр. Talak) — пустыня в западном Нигере, а также в Алжире и Мали. Площадь её составляет около 100 000 км². Талак является частью пустыни Сахара. Этот район широко орошается малыми водотоками, впадающими в реку Нигер, что делает пустыню менее бесплодной, чем остальная часть Сахары. Были сделаны открытия ныне вымершей флоры и фауны. В восточной части проходит Транссахарское шоссе, которое связывает Алжир с Нигерией.